# Fractura de escafoides
La  fractura de escafoides  es una fractura ósea que afecta al pequeño hueso escafoides (carpo) en la muñeca. Existe también un hueso escafoides (tarso) en el pie, pero raramente se fractura de forma aislada.

## Frecuencia
Es el segundo tipo de fractura más habitual en las extremidades superiores, después de la fractura de la apófisis estiloides del radio en el antebrazo. Es más frecuente en varones entre los 20 y 30 años.

## Mecanismo lesional

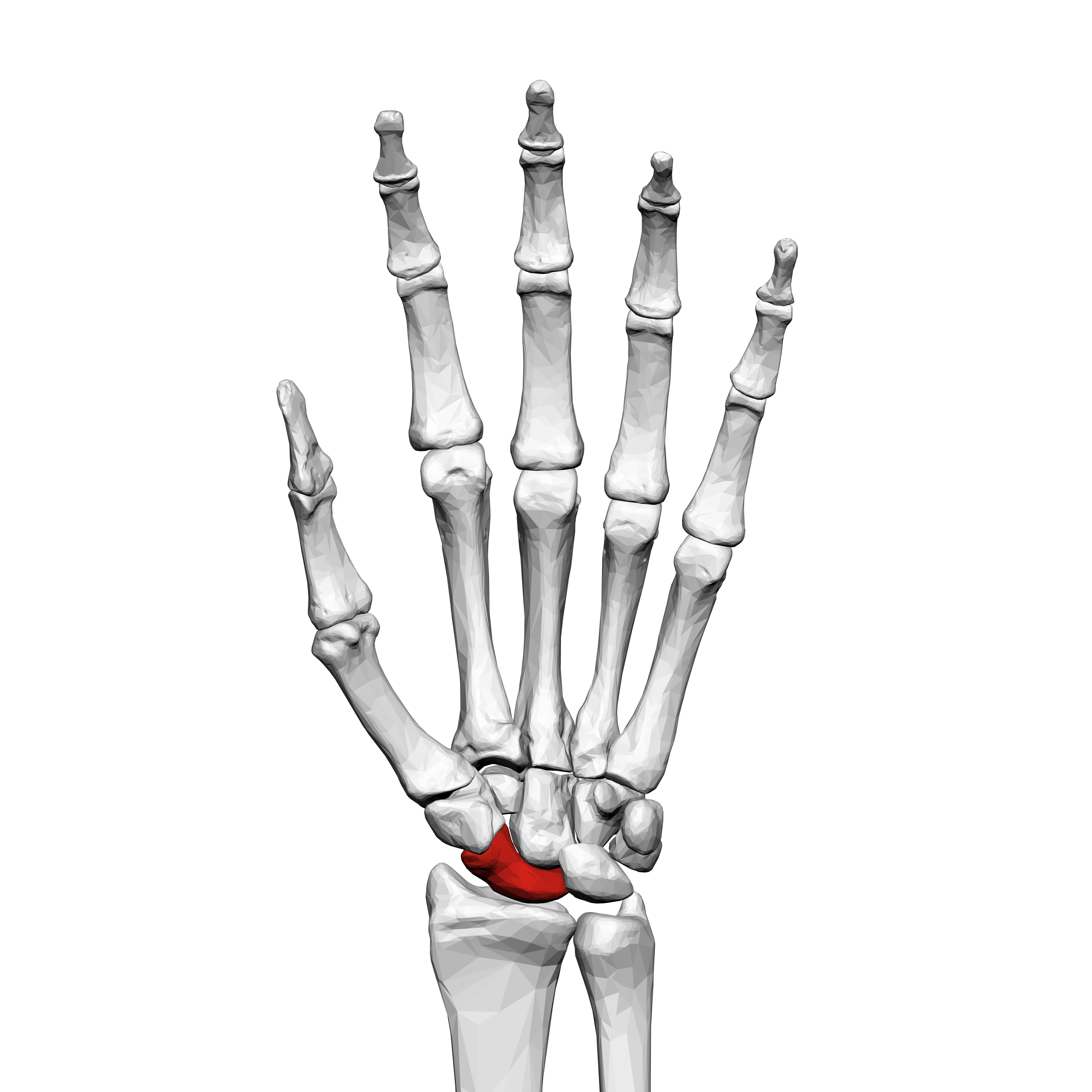

Suele producirse por una caída en la que se apoya la mano en el suelo con la muñeca en posición de extensión.

## Diagnóstico
El diagnóstico se sospecha por la existencia de dolor a la presión en la tabaquera anatómica de la muñeca. La radiología muestra la existencia de una línea de fractura transversal, oblicua o raramente vertical. En ocasiones el diagnóstico es dudoso y es preciso repetir la radiografía tras un periodo de inmovilización o practicar otras técnicas de imagen como la resonancia magnética nuclear o la tomografía axial computerizada.

## Diagnóstico diferencial[5]
- Fractura de radio distal
- Otras fracturas del hueso del carpo
- Disociación escafolunar
- Tenosinovitis de De Quervain
- Osteoartritis
- Tendinitis

## Evolución
La fractura de escafoides es una fractura inestable de consolidación difícil por la especial vascularización de hueso, debido a ello tras la fractura se compromete el aporte sanguíneo, existiendo con frecuencia complicaciones, entre ellas falta de consolidación, pseudoartrosis y necrosis avascular del hueso.